# Johan de Borst
Johan Izaäk de Borst (Alphen aan den Rijn, 8 februari 1920 – Turnhout, 8 mei 2008) was een Nederlands ondernemer.
De Borst leerde het bakkersvak in een bakkerij aan de Amsterdamse Ferdinand Bolstraat. In 1941 begon hij aan de Amstelveenseweg een brood- en banketbakkerij onder de naam Maison FEBO.
De Borst breidde zijn assortiment uit met zelfgemaakte kroketten en slaatjes. In 1960 schakelde hij geheel over op snacks, die hij verkocht vanuit zijn tot automatiek omgebouwde woning aan de Karperweg. Het bedrijf groeide uit tot 11 filialen en werd in 1978 omgezet in de franchiseketen Automatiek FEBO. In 1990 nam zijn zoon Hans de Borst het bedrijf over.
De Borst woonde de laatste jaren van zijn leven in Oud-Turnhout. Hij overleed op 88-jarige leeftijd.